# Brolio
Brolio è una frazione del comune di Castiglion Fiorentino, in provincia di Arezzo. Posta su due colli della Val di Chiana aretina, a 286 metri sul livello del mare, al 2003 contava  circa 362 abitanti.

## Storia
Malgrado l'esigua popolazione odierna, Brolio ha origini antichissime, risalenti almeno all'epoca etrusca. A tale periodo, precisamente al VII-V secolo a.C., risalgono infatti i reperti costituenti il cosiddetto "Deposito di Brolio", rinvenuti nel 1863 e oggi esposti al Museo archeologico nazionale di Firenze. Si tratta per lo più di bronzetti raffiguranti divinità, guerrieri o semplici scene di vita quotidiana, che testimoniano l'importanza del luogo già durante l'epoca etrusca. Del resto, in prossimità di Brolio scorreva il fiume Clanis, navigabile, sul quale dovevano esistere attracchi per piccole imbarcazioni.

Quel che è sicuro è che la zona fosse densamente popolata, in quanto oltre al Deposito sono stati rinvenuti molti altri reperti, tra cui frammenti di epoca villanoviana, un'iscrizione etrusca (riportata alla luce nel 1868), un genietto romano e un tegolone di epoca paleocristiana, recante addirittura un pesce stilizzato, simbolo che i primi Cristiani utilizzavano per indicare i propri punti di ritrovo.

A dar prova definitiva dell'antichità del borgo, è stato rinvenuto un insediamento etrusco nella zona denominata "Melmone", nel quale sono chiaramente visibili le fondamenta delle remote case.
La popolazione rimase in zona di certo fino all'epoca medievale, trattando un documento vescovile del 1083 di una Pieve di San Lorenzo a Brolio. L'esodo verso le colline circostanti si ebbe probabilmente in seguito, quando la zona era divenuta talmente malsana e invivibile da spopolarsi quasi completamente.
Fu solo con la bonifica eseguita da Vittorio Fossombroni nel XVIII secolo che la vivibilità nell'area migliorò sensibilmente. Nel XIX secolo la coltivazione dei cereali, degli ortaggi, delle olive e della vite riprese in maniera preponderante, ripopolando la zona e attribuendole quel dolce aspetto rurale che adesso possiede. Oggi il territorio broliese è circondato da numerosi fondi rurali, presso cui sorgono fattorie, aziende agricole e agriturismi.
Le ultime operazioni di bonifica della Val di Chiana, risalenti al periodo compreso tra 1934 e 1940, hanno interessato direttamente il territorio di Brolio. Nei pressi de La Ginestra, infatti, fu realizzata una galleria di circa 600 m di lunghezza, necessaria per permettere all'Allacciante dei Rii Castiglionesi (prosecuzione del Torrente Vingone) di confluire in destra idrografica, dopo aver recepito le acque dell'Allacciante Esse-Mucchia (o dei Rii Cortonesi), direttamente nel Canale Maestro della Chiana (presso Porto a Cesa). Immediatamente a valle della Fattoria di Brolio, lungo la "Via del Filo", è inoltre presente l'ultima colmata attiva del territorio castiglionese. Nella colmata le acque dell'Allacciante Esse-Mucchia si scaricano del loro contenuto di solidi sospesi per poi essere immesse, dopo la confluenza con l'Allacciante dei Rii Castiglionese, nel Canale Maestro. La colmata è dotata di sfioratore superficiale e scarico di fondo, entrambi visibili in adiacenza alla Via del Filo. Nel territorio broliese sono presenti anche altri manufatti significativi riconducibili alle opere di bonifica, come la botte del Bonini (zona Lodolazzo), che permette al Canale di Montecchio Nuovo di sottopassare l'Allacciante Esse-Mucchia, prima di confluire direttamente in destra idrografica nel Canale Maestro, ed alcuni attraversamenti in ferro tipo Zorès, nome che deriva dal tipo di profilato che era utilizzato per formare il piano dell'impalcato.

## Società

### Tradizioni e folclore
Ogni anno si tiene a Brolio la Sagra della Ranocchia Chianina (ultimi venerdì, sabato e domenica di luglio e primi mercoledì, giovedì, venerdì, sabato e domenica di agosto), che richiama migliaia di visitatori, e nella quale vengono servite le specialità chianine, tra cui la rana, cucinata, secondo la tradizione broliese, fritta o in salsa piccante. Sempre durante la Sagra si svolge la caratteristica Corsa dell'Ocio Chianino, una sorta di "Palio" con oche legate ad un carretto (chiamato "sulky"), cui partecipano di diritto solo le famiglie fondatrici della manifestazione: a ciascuna di esse appartiene sia il guidatore che l'oca. La gara avviene nel più totale rispetto degli animali impiegati, che non subiscono alcun maltrattamento (dalla prima edizione, corsa nel 1977, non si è registrato nemmeno il più piccolo infortunio) e, al termine della breve corsa, vengono subito riportati nei rispettivi allevamenti.